# 愛知県の市町村長一覧
愛知県の市町村長一覧（あいちけんのしちょうそんちょういちらん）は、日本の愛知県の現職市町村長の一覧。

## 愛知県の市町村長の一覧
愛知県では1947年の地方自治法制定以降、知事を含めて女性首長は存在しなかった。
2023年（令和5年）8月27日に行われた長久手市長選挙において、佐藤有美が当選し、初の女性首長が誕生した。
また、2024年（令和6年）4月21日に行われた碧南市長選挙において、小池友妃子が当選し、2人目の女性首長となった。
《表の説明》「就任日と任期満了日」欄では、就任年月日を任期ごとに記載し、日付の前に〈1〉〈3〉などと何期目の就任かを書き添える。任期満了日は、"examples" の "e" を「任期満了」の略号としたうえで〈e〉を日付の前に書き添えることによって表すが、来るべきもののみを記載し、過去のものは記載しない。任期を満了することなく退任もしくは辞任した場合は、脚注でもって注釈する。
| 市町村     | 肖像 | 氏名        | 齢 | 期数 | 就任日と任期満了日 | 出身高校                 | 出身大学等                                                                     | 主な職歴                                                               |
| ---------- | ---- | ----------- | -- | ---- | --- | ------------------------ | ------------------------------------------------------------------------------ | ---------------------------------------------------------------------- |
| 名古屋市   |      | 広沢 一郎   | 61 | 01   | 〈1〉2024年（令和6年）11月25日 〈e〉2028年（令和10年）11月24日 | 愛知県立瑞陵高等学校     | 慶應義塾大学経済学部                                                           | 名古屋市副市長 愛知県議会議員（1期）                                   |
| 豊田市     |      | 太田 稔彦   | 71 | 04   | 〈1〉2012年（平成24年）2月19日 〈2〉2016年（平成28年）2月19日 〈3〉2020年（令和2年）2月19日 〈4〉2024年（令和6年）2月19日 〈e〉2028年（令和8年）2月18日                                                          |                          | 早稲田大学商学部                                                               | 豊田市役所職員                                                         |
| 岡崎市     |      | 内田 康宏   | 72 | 03   | 〈1〉2012年（平成24年）10月21日 〈2〉2016年（平成28年）10月21日 〈3〉2024年（令和6年）10月21日 〈e〉2028年（令和10年）10月20日                                                                                   | 愛知県立岡崎北高等学校   | 日本大学法学部                                                                 | 愛知県議会議員（7期）                                                  |
| 一宮市     |      | 中野 正康   | 58 | 03   | 〈1〉2015年（平成27年）2月1日 〈2〉2019年（平成31年）2月1日 〈3〉2023年（令和5年）2月1日 〈e〉2027年（令和9年）1月31日                                                                                           | 愛知県立千種高等学校     | 東京大学法学部                                                                 | 総務省職員                                                             |
| 豊橋市     |      | 長坂 尚登   | 42 | 01   | 〈1〉2024年（令和6年）11月17日 〈e〉2028年（令和10年）11月16日 | 愛知県立時習館高校       | 東京大学大学院情報学環教育部                                                   | 豊橋市議会議員（3期）                                                  |
| 春日井市   |      | 石黒 直樹   | 61 | 01   | 〈1〉2022年（令和4年）5月28日 〈e〉2026年（令和8年）5月27日 | 岐阜県立加茂高等学校     | 青山学院大学経済学部 名古屋市立大学大学院経済学研究科                          | 春日井市職員 中部大学客員教授                                          |
| 安城市     |      | 三星 元人   | 65 | 01   | 〈1〉2023年（令和5年）2月15日 〈e〉2027年（令和9年）2月14日 | 愛知県立西尾高等学校     | 愛知大学法経学部                                                               | 安城市副市長                                                           |
| 豊川市     |      | 竹本 幸夫   | 71 | 02   | 〈1〉2019年（令和元年）10月20日 〈2〉2023年（令和5年）10月20日 〈e〉2027年（令和9年）10月19日 | 愛知県立豊橋東高等学校   | 立命館大学理工学部                                                             | 豊川市副市長                                                           |
| 西尾市     |      | 中村 健     | 46 | 03   | 〈1〉2017年（平成29年）7月5日 〈2〉2021年（令和3年）7月5日 〈3〉2025年（令和7年）7月5日 〈e〉2029年（令和11年）7月4日                                                                                            | 愛知県立岡崎高等学校     | 大阪大学法学部                                                                 | 西尾市議会議員（1期）                                                  |
| 刈谷市     |      | 稲垣 武     | 70 | 02   | 〈1〉2019年（令和元年）7月20日 〈2〉2023年（令和5年）7月20日 〈e〉2027年（令和9年）7月19日 | 愛知高等学校             | 名古屋市立大学経済学部                                                         | 刈谷市副市長                                                           |
| 小牧市     |      | 山下 史守朗 | 50 | 04   | 〈1〉2011年（平成23年）2月26日 〈2〉2015年（平成27年）2月26日 〈3〉2019年（平成31年）2月26日 〈4〉2023年（令和5年）2月26日 〈e〉2027年（令和5年）2月5日                                                          | 愛知県立旭丘高等学校     | 立命館大学政策科学部                                                           | 鈴木政二参議院議員秘書 愛知県議会議員（3期）                           |
| 稲沢市     |      | 加藤 錠司郎 | 69 | 03   | 〈1〉2016年（平成28年）12月4日 〈2〉2020年（令和2年）12月4日 〈3〉2024年（令和6年）12月4日 〈e〉2028年（令和10年）12月3日                                                                                        | 愛知県立名古屋西高等学校 | 中日本自動車短期大学                                                           | 稲沢市議会議員（4期）                                                  |
| 瀬戸市     |      | 川本 雅之   | 60 | 01   | 〈1〉2023年（令和5年）5月1日 〈e〉2027年（令和9年）4月30日 | 愛知県立瀬戸西高等学校   | 東京工芸大学                                                                   | 瀬戸市議会議員（5期）                                                  |
| 半田市     |      | 久世 孝宏   | 51 | 02   | 〈1〉2021年（令和3年）6月24日 〈2〉2025年（令和7年）6月24日 〈e〉2029年（令和11年）6月23日 |                          | 名古屋大学工学部 名古屋大学大学院工学研究科                                    | 半田市議会議員（4期）                                                  |
| 東海市     |      | 花田 勝重   | 67 | 02   | 〈1〉2021年（令和3年）5月17日 〈2〉2025年（令和7年）5月17日 〈e〉2029年（令和11年）5月16日 |                          | 愛知工業大学工学部                                                             | 東海市副市長                                                           |
| 江南市     |      | 沢田 和延   | 70 | 03   | 〈1〉2015年（平成27年）4月30日 〈2〉2019年（平成31年）4月30日 〈3〉2023年（令和5年）4月30日 〈e〉2027年（令和9年）4月29日                                                                                        | 滝高等学校               | 高崎経済大学経済学部                                                           | 江南市議会議員（4期）                                                  |
| 大府市     |      | 岡村 秀人   | 72 | 03   | 〈1〉2016年（平成28年）4月13日 〈2〉2020年（令和2年）4月13日 〈3〉2024年（令和6年）4月12日 〈e〉2028年（令和10年）4月12日                                                                                        |                          | 京都大学法学部                                                                 | 大府市副市長                                                           |
| 日進市     |      | 近藤 裕貴   | 56 | 02   | 〈1〉2019年（令和元年）5月25日 〈2〉2023年（令和5年）5月25日 〈e〉2027年（令和9年）5月24日 | マッキンレー高等学校     | アカデミーパシフィックハリウッド校                                             | あさくま代表取締役 名古屋青年会議所常任理事 日進市議会議員（3期）      |
| あま市     |      | 村上 浩司   | 63 | 04   | 〈1〉2010年（平成22年）4月25日 〈2〉2014年（平成26年）4月25日 〈3〉2018年（平成30年）4月25日 〈4〉2022年（令和4年）4月25日 〈e〉2026年（令和8年）4月24日                                                         | 中京高等学校             | 中部大学工業化学科                                                             | 村上商店代表取締役 甚目寺町議会議員（1期） 甚目寺町長（1期）           |
| 知多市     |      | 宮島 壽男   | 77 | 03   | 〈1〉2013年（平成25年）10月4日 〈2〉2017年（平成29年）10月4日 〈3〉2021年（令和3年）10月4日 〈e〉2025年（令和7年）10月3日                                                                                        |                          | 愛知大学法経学部                                                               | 愛知県代表監査委員                                                     |
| 北名古屋市 |      | 太田 考則   | 57 | 01   | 〈1〉2022年（令和4年）4月23日 〈e〉2026年（令和8年）4月22日 | 愛知県立西春高等学校     | 名城大学法学部                                                                 | 北名古屋市議会議員（3期） 西春町長（1期） 西春町議会議員（2期）        |
| 蒲郡市     |      | 鈴木 寿明   | 62 | 02   | 〈1〉2019年（令和元年）11月7日 〈2〉2023年（令和5年）11月7日 〈e〉2027年（令和9年）11月16日 | 愛知県立蒲郡東高等学校   | 金沢大学教育学部                                                               | 新鈴木新聞舗代表取締役 蒲郡商工会議所青年部会長                        |
| 尾張旭市   |      | 柴田 浩     | 68 | 01   | 〈1〉2023年（令和4年）2月3日 〈e〉2027年（令和5年）2月2日 | 愛知県立千種高等学校     | 早稲田大学第一文学部                                                           | 名鉄百貨店社長                                                         |
| 犬山市     |      | 原 欣伸     | 56 | 01   | 〈1〉2022年（令和4年）12月17日 〈e〉2026年（令和8年）12月16日 | 愛知県立江南高等学校     | 日本体育大学体育学部                                                           | 愛知県議会議員（4期） 犬山市議会議員（1期） 石田芳弘愛知県議会議員秘書 |
| 碧南市     |      | 小池 友妃子 | 55 | 01   | 〈1〉2024年（令和6年）4月28日 〈e〉2028年（令和10年）4月28日 | 愛知県立碧南高等学校     | 日本大学文理学部                                                               | 碧南市議会議員（2期）                                                  |
| 知立市     |      | 石川 智子   | 49 | 01   | 〈1〉2024年（令和6年）12月24日 〈e〉2028年（令和10年）12月23日 | 私立愛知淑徳高等学校     | 愛知淑徳短期大学                                                               | 知立市議会議員（2期）                                                  |
| 豊明市     |      | 小浮 正典   | 56 | 03   | 〈1〉2015年（平成27年）4月30日 〈2〉2019年（平成31年）4月30日 〈3〉2023年（令和5年）4月30日 〈e〉2027年（令和9年）4月29日                                                                                        |                          | 京都大学経済学部 ピッツバーグ大学公共・国際問題専門大学院 立命館大学法科大学院 | 豊明市副市長                                                           |
| 清州市     |      | 永田 純夫   | 70 | 03   | 〈1〉2017年（平成29年）8月7日 〈2〉2021年（令和3年）8月7日 〈3〉2025年（令和7年）8月7日 〈e〉2029年（令和11年）8月6日                                                                                            |                          | 南山大学経営学部                                                               | 清須市副市長                                                           |
| 津島市     |      | 日比 一昭   | 72 | 03   | 〈1〉2014年（平成26年）4月27日 〈2〉2018年（平成30年）4月27日 〈3〉2022年（令和4年）4月27日 〈e〉2026年（令和8年）4月26日                                                                                        |                          | 東京理科大学                                                                   | 日伸設計事務所代表取締役 津島市議会議員（3期）                         |
| 愛西市     |      | 日永 貴章   | 52 | 04   | 〈1〉2013年（平成25年）5月1日 〈2〉2017年（平成29年）5月1日 〈3〉2021年（令和3年）5月1日 〈4〉2025年（令和7年）5月1日 〈e〉2029年（令和11年）4月30日                                                             | 愛知県立稲沢高等学校     | 愛知工業大学工学部                                                             | 愛西市議会議員（2期）                                                  |
| 田原市     |      | 山下 政良   | 76 | 03   | 〈1〉2015年（平成27年）4月28日 〈2〉2019年（平成31年）4月28日 〈3〉2023年（令和5年）4月28日 〈e〉2027年（令和9年）4月27日                                                                                        | 愛知県立成章高等学校     |                                                                                | 田原市役所職員                                                         |
| みよし市   |      | 小山 祐     | 47 | 01   | 〈1〉2021年（令和3年）12月8日 〈e〉2025年（令和7年）12月7日 | 愛知教育大学附属高等学校 | 愛知大学法学部                                                                 | 近藤昭一衆議院議員秘書 愛知県議会議員（4期）                           |
| 長久手市   |      | 佐藤 有美   | 47 | 01   | 〈1〉2023年（令和5年）9月18日 〈e〉2027年（令和9年）9月17日 |                          | 南山大学文学部                                                                 | 長久手市議会議員（4期）                                                |
| 常滑市     |      | 伊藤 辰矢   | 47 | 02   | 〈1〉2019年（平成31年）4月26日 〈2〉2023年（令和5年）4月26日 〈e〉2027年（令和9年）4月25日 | 愛知県立常滑北高等学校   | 愛知学院大学文学部                                                             | 伊藤忠彦衆議院議員秘書 愛知県議会議員（1期） 常滑市議会議員（1期）     |
| 東浦町     |      | 日高 輝夫   | 51 | 01   | 〈1〉2023年（令和5年）8月19日 〈e〉2027年（令和9年）8月18日 | 愛知県立半田高等学校     | 名古屋大学工学部                                                               | 愛知県庁職員                                                           |
| 岩倉市     |      | 久保田 桂朗 | 64 | 03   | 〈1〉2017年（平成29年）1月29日 〈2〉2021年（令和3年）1月29日 〈3〉2025年（令和7年）1月29日 〈e〉2029年（令和11年）1月28日                                                                                        | 愛知県立明和高等学校     | 愛知工業大学工学部                                                             | 岩倉市副市長                                                           |
| 新城市     |      | 下江 洋行   | 60 | 01   | 〈1〉2021年（令和3年）11月13日 〈e〉2025年（令和7年）11月12日 | 愛知県立時習館高等学校   | 同志社大学法学部                                                               | 新城市議会議員（3期）                                                  |
| 高浜市     |      | 杉浦 康憲   |    | 01   | 〈1〉2025年（令和7年）9月9日 〈e〉2029年（令和11年）9月8日 |                          |                                                                                | 高浜市議会議員（3期）                                                  |
| 弥富市     |      | 安藤 正明   | 62 | 02   | 〈1〉2018年（平成30年）12月2日 〈2〉2022年（令和4年）12月2日 〈e〉2026年（令和8年）12月1日 | 愛知高等学校             | 愛知学院大学法学部                                                             | 愛知県議会議員（2期）                                                  |
| 東郷町     |      | 石橋 直季   | 40 | 01   | 〈1〉2024年（令和6年）6月10日 〈e〉2028年（令和10年）6月10日 | 名古屋高等学校           | 横浜国立大学経営学部                                                           | 東郷町議会議員（3期）                                                  |
| 武豊町     |      | 鳥羽 悠史   | 41 | 01   | 〈1〉2025年（令和7年）4月27日 〈e〉2029年（令和11年）4月26日 | 愛知県立半田東高等学校   | 鹿児島大学理学部                                                               | 武豊町議会議員（1期）                                                  |
| 幸田町     |      | 成瀬 敦     | 68 | 02   | 〈1〉2018年（平成30年）5月27日 〈2〉2022年（令和4年）5月27日 〈e〉2026年（令和8年）5月26日 | 愛知県立幸田高等学校     | 立命館大学経済学部                                                             | 幸田町副町長                                                           |
| 蟹江町     |      | 横江 淳一   | 73 | 06   | 〈1〉2005年（平成17年）4月1日 〈2〉2009年（平成21年）4月1日 〈3〉2013年（平成25年）4月1日 〈4〉2017年（平成29年）4月1日 〈5〉2021年（令和3年）4月1日 〈6〉2025年（令和7年）4月1日 〈e〉2029年（令和11年）3月31日 |                          | 大阪産業大学短期大学部                                                         | 蟹江町議会議員（3期）                                                  |
| 扶桑町     |      | 鯖瀬 武     | 65 | 02   | 〈1〉2020年（令和2年）5月13日 〈2〉2024年（令和6年）5月13日 〈e〉2028年（令和10年）5月12日 | 愛知県立丹羽高等学校     | 愛知大学法経学部                                                               | 扶桑町役場職員                                                         |
| 大治町     |      | 鈴木 康友   | 41 | 01   | 〈1〉2025年（令和7年）8月3日 〈e〉2029年（令和11年）8月2日 | 愛知県立松蔭高等学校     | 同朋大学（中退）                                                               | 大治町議会議員（2期）                                                  |
| 阿久比町   |      | 田中 清高   | 66 | 01   | 〈1〉2022年（令和4年）12月18日 〈e〉2026年（令和8年）12月17日 |                          | 中京大学体育学部                                                               | 阿久比町職員                                                           |
| 美浜町     |      | 八谷 充則   | 62 | 01   | 〈1〉2023年（令和5年）4月25日 〈e〉2027年（令和9年）4月25日 | 愛知県立内海高等学校     | 法政大学経営学部                                                               | 美浜町副町長                                                           |
| 大口町     |      | 鈴木 雅博   | 70 | 03   | 〈1〉2013年（平成25年）10月31日 〈2〉2017年（平成29年）10月31日 〈3〉2021年（令和3年）10月31日 〈e〉2025年（令和7年）10月31日                                                                                    | 滝高等学校               | 日本大学                                                                       | 日本青年会議所副会頭 鈴木與七商店代表取締役                            |
| 南知多町   |      | 石黒 和彦   | 72 | 04   | 〈1〉2011年（平成23年）1月22日 〈2〉2015年（平成27年）1月22日 〈3〉2019年（平成31年）1月22日 〈4〉2023年（令和5年）1月22日 〈e〉2027年（令和9年）1月22日                                                         |                          | 中央大学法学部                                                                 | 南知多町議会議員（1期）                                                |
| 豊山町     |      | 服部 正樹   | 60 | 02   | 〈1〉2016年（平成28年）11月19日 〈2〉2024年（令和6年）11月19日 〈e〉2028年（令和10年）11月19日 |                          | 中部大学                                                                       | 豊山町議会議員（1期）                                                  |
| 設楽町     |      | 土屋 浩     | 65 | 01   | 〈1〉2021年（令和3年）10月23日 〈e〉2025年（令和7年）10月22日 |                          |                                                                                | 設楽町議会議員（4期）                                                  |
| 飛島村     |      | 加藤 光彦   | 68 | 02   | 〈1〉2020年（令和2年）4月10日 〈2〉2024年（令和6年）4月9日 〈e〉2028年（令和10年）4月9日 | 愛知県立蟹江高等学校     | 愛知大学                                                                       | 飛島村議会議員（4期）                                                  |
| 東栄町     |      | 村上 孝治   | 67 | 03   | 〈1〉2015年（平成27年）4月27日 〈2〉2019年（平成31年）4月27日 〈3〉2021年（令和3年）8月9日 〈4〉2023年（令和5年）4月27日 〈e〉2027年（令和9年）4月26日                                                           | 愛知県立本郷高等学校     |                                                                                | 東栄町副町長                                                           |
| 豊根村     |      | 伊藤浩亘    | 64 | 01   | 〈1〉2023年（令和5年）3月24日 〈e〉2027年（令和9年）3月23日 |                          | 信州大学農学部                                                                 | 豊根村副村長                                                           |

- 東栄町長村上孝治については、出直し選挙での当選を経ているため、当選回数と期数が異なる。

## 記録的情報
| 市町村                 | 肖像       | 氏名       | 齢         | 期数       | 情報                              |
| 最年長首長             | 最年長首長 | 最年長首長 | 最年長首長 | 最年長首長 | 最年長首長                        |
| ---------------------- | ---------- | ---------- | ---------- | ---------- | --------------------------------- |
| 知多市                 |            | 宮島 壽男  | 77         | 03         | 1948年（昭和23年）8月12日生まれ。 |
| 最年少首長             |            |            |            |            |                                   |
| 東郷町                 |            | 石橋 直季  | 40         | 01         | 1985年（昭和60年）6月20日生まれ。 |
| 任期の最も長い現職首長 |            |            |            |            |                                   |
| 蟹江町                 |            | 横江 淳一  | 73         | 06         | 2005年（平成17年）4月1日就任。    |

- 蟹江町長横江淳一は2025年3月の選挙で6選し、県内の現職首長では在職期間が最も長い首長となった。平成以降で6期目に入る首長は5人目[4]。

| 市町村   | 肖像 | 氏名        | 齢 | 期数 | 任期                                                           | 備考               |
| -------- | ---- | ----------- | -- | ---- | -------------------------------------------------------------- | ------------------ |
| 長久手市 |      | 佐藤 有美   | 47 | 01   | 〈1〉2023年（令和5年）9月18日 〈e〉2027年（令和9年）9月17日    | 愛知県初の女性首長 |
| 碧南市   |      | 小池 友妃子 | 55 | 01   | 〈1〉2024年（令和6年）4月28日 〈e〉2028年（令和10年）4月28日   |                    |
| 知立市   |      | 石川 智子   | 49 | 01   | 〈1〉2024年（令和6年）12月24日 〈e〉2028年（令和10年）12月23日 |                    |

愛知県では1947年の地方自治法制定以降、知事を含めて女性首長は存在しなかった。
2023年（令和5年）8月27日に行われた長久手市長選挙において、佐藤有美が当選し、初の女性首長が誕生した。
また、2024年（令和6年）には碧南市で小池友妃子、知立市で石川智子が当選した。2025年現在、愛知県内の女性首長は計3名。

## 選挙
|  | 各年度における最高投票率 |

|  | 各年度における最低投票率 |

### 令和元年度
| 選挙の種類     | 選出首長 | 新旧別 | 選挙期日 | 告示日   | 投票率 | 議会議員選挙 |
| -------------- | -------- | ------ | -------- | -------- | ------ | ------------ |
| 瀬戸市長選挙   | 伊藤保徳 | 現     | 4月21日  | 4月14日  | 48.32% | 〇           |
| 常滑市長選挙   | 伊藤辰矢 | 新     | 4月21日  | 4月14日  | 52.12% | 〇           |
| 江南市長選挙   | 沢田和延 | 現     | 4月21日  | 4月14日  | 無投票 | 〇           |
| 豊明市長選挙   | 小浮正典 | 現     | 4月21日  | 4月14日  | 無投票 | 〇           |
| 日進市長選挙   | 近藤裕貴 | 新     | 4月21日  | 4月14日  | 52.03% | 〇           |
| 田原市長選挙   | 山下政良 | 現     | 4月21日  | 4月14日  | 無投票 |              |
| 美浜町長選挙   | 齋藤宏一 | 現     | 4月21日  | 4月14日  | 61.32% | 〇           |
| 東栄町長選挙   | 村上孝治 | 現     | 4月21日  | 4月14日  | 80.89% | 〇           |
| 豊根村長選挙   | 伊藤実   | 現     | 4月21日  | 4月14日  | 無投票 |              |
| 刈谷市長選挙   | 稲垣武   | 新     | 6月30日  | 6月23日  | 無投票 |              |
| 東浦町長選挙   | 神谷明彦 | 現     | 7月21日  | 7月16日  | 無投票 |              |
| 長久手市長選挙 | 吉田一平 | 現     | 8月25日  | 8月18日  | 37.72% |              |
| 豊川市長選挙   | 竹本幸夫 | 新     | 10月6日  | 9月29日  | 33.0%  |              |
| 蒲郡市長選挙   | 鈴木寿明 | 新     | 10月20日 | 10月13日 | 35.52% |              |
| 豊田市長選挙   | 太田稔彦 | 現     | 2月9日   | 2月2日   | 36.56% |              |
| 大府市長選挙   | 岡村秀人 | 現     | 3月22日  | 3月15日  | 無投票 |              |
| 飛島村長選挙   | 加藤光彦 | 新     | 3月29日  | 3月24日  | 78.22% |              |

- 令和元年度は17市町村で首長選挙が実施された。うち7市町村は無投票。現職11人、新人6人が当選した。
  - また、うち9市町村の選挙は第19回統一地方選挙（後半戦）として4月21日に行われた。

### 令和2年度
| 選挙の種類   | 選出首長   | 新旧別 | 選挙期日 | 告示日   | 投票率 | 議会議員選挙 |
| ------------ | ---------- | ------ | -------- | -------- | ------ | ------------ |
| 碧南市長選挙 | 禰冝田政信 | 現     | 4月19日  | 4月12日  | 無投票 | 〇           |
| 扶桑町長選挙 | 鯖瀬武     | 新     | 4月26日  | 4月21日  | 38.25% | 無投票       |
| 岡崎市長選挙 | 中根康浩   | 新     | 10月18日 | 10月11日 | 57.25% | 〇           |
| 豊山町長選挙 | 鈴木邦尚   | 新     | 11月1日  | 10月27日 | 49.80% |              |
| 豊橋市長選挙 | 浅井由崇   | 新     | 11月8日  | 11月1日  | 43.14% |              |
| 稲沢市長選挙 | 加藤錠司郎 | 現     | 11月22日 | 11月15日 | 32.99% | 補欠選挙     |
| 知立市長選挙 | 林郁夫     | 現     | 11月29日 | 11月22日 | 無投票 |              |
| 岩倉市長選挙 | 久保田桂朗 | 現     | 1月24日  | 1月17日  | 32.94% |              |
| 蟹江町長選挙 | 横江淳一   | 新     | 3月28日  | 3月23日  | 35.51% | 補欠選挙     |

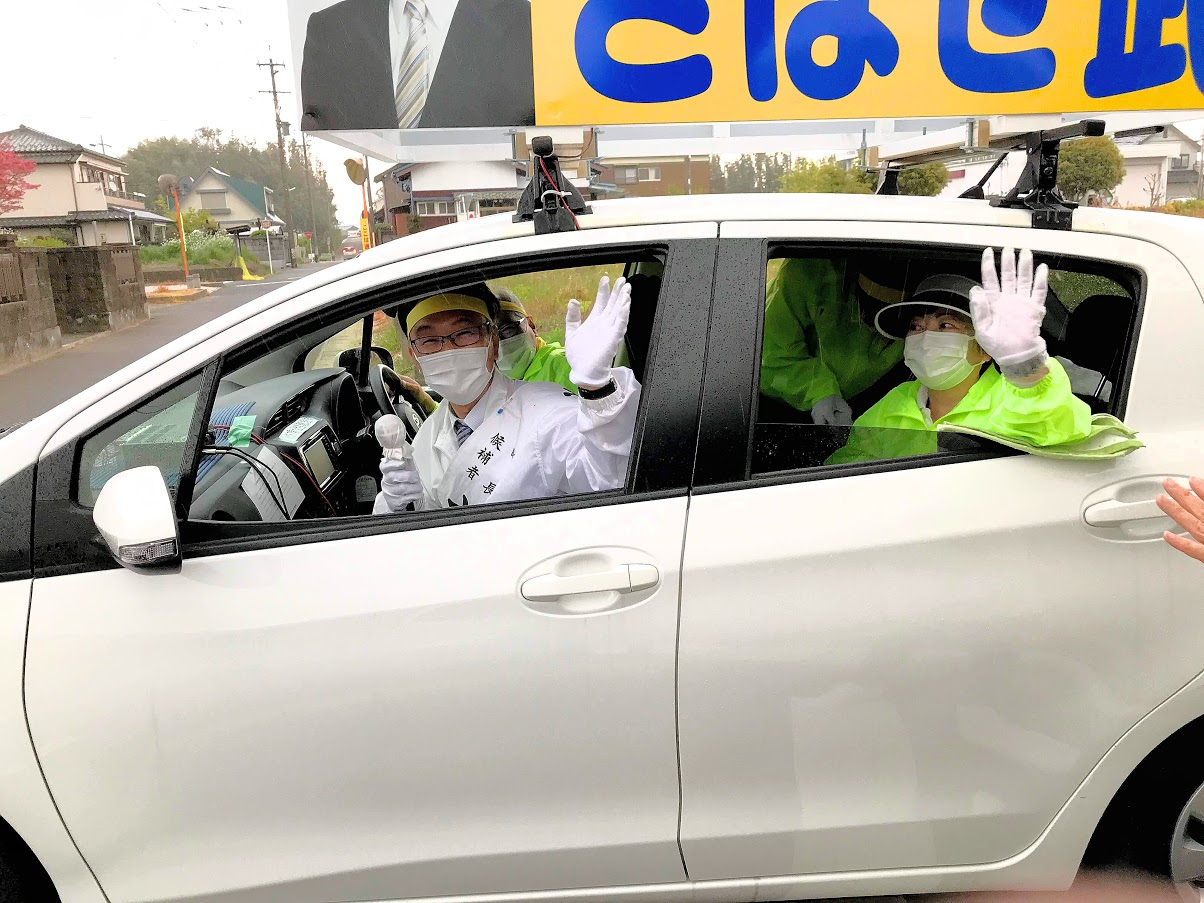
2020年4月24日、選挙活動する鯖瀬武（扶桑町高雄地区にて）

- 令和2年度は9市町で首長選挙が実施された。うち2市は無投票。現職4人、新人5人が当選した。
  - この年（2020年）は新型コロナウイルスが流行し、選挙活動にも大きな影響を与えた。

### 令和3年度
| 選挙の種類     | 選出首長   | 新旧別 | 選挙期日 | 告示日   | 投票率 | 議会議員選挙 |
| -------------- | ---------- | ------ | -------- | -------- | ------ | ------------ |
| 愛西市長選挙   | 日永貴章   | 現     | 4月18日  | 4月11日  | 37.30% |              |
| 武豊町長選挙   | 籾山芳輝   | 現     | 4月18日  | 4月13日  | 無投票 |              |
| 名古屋市長選挙 | 河村たかし | 現     | 4月25日  | 4月11日  | 42.12% |              |
| 東海市長選挙   | 花田勝重   | 新     | 4月25日  | 4月18日  | 38.70  |              |
| 半田市長選挙   | 久世孝宏   | 新     | 6月6日   | 5月30日  | 45.20% | 補欠選挙     |
| 西尾市長選挙   | 中村健     | 現     | 6月20日  | 6月13日  | 65.97% | 〇           |
| 清州市長選挙   | 永田純夫   | 現     | 7月18日  | 7月11日  | 無投票 |              |
| 大治町長選挙   | 村上昌生   | 現     | 7月18日  | 7月13日  | 無投票 | 補欠選挙     |
| 東栄町長選挙   | 村上孝治   | 現     | 8月8日   | 8月3日   | 82.75% |              |
| 高浜市長選挙   | 吉岡初浩   | 現     | 8月29日  | 8月22日  | 無投票 | 補欠選挙     |
| 知多市長選挙   | 宮島壽男   | 現     | 9月26日  | 9月19日  | 32.73% | 補欠選挙     |
| 設楽町長選挙   | 土屋浩     | 新     | 10月17日 | 10月12日 | 73.97% | 補欠選挙     |
| 大口町長選挙   | 鈴木雅博   | 現     | 10月24日 | 10月19日 | 無投票 | 補欠選挙     |
| 新城市長選挙   | 下江洋行   | 新     | 10月31日 | 10月24日 | 72.62% | 〇           |
| みよし市長選挙 | 小山祐     | 新     | 11月21日 | 11月14日 | 無投票 |              |

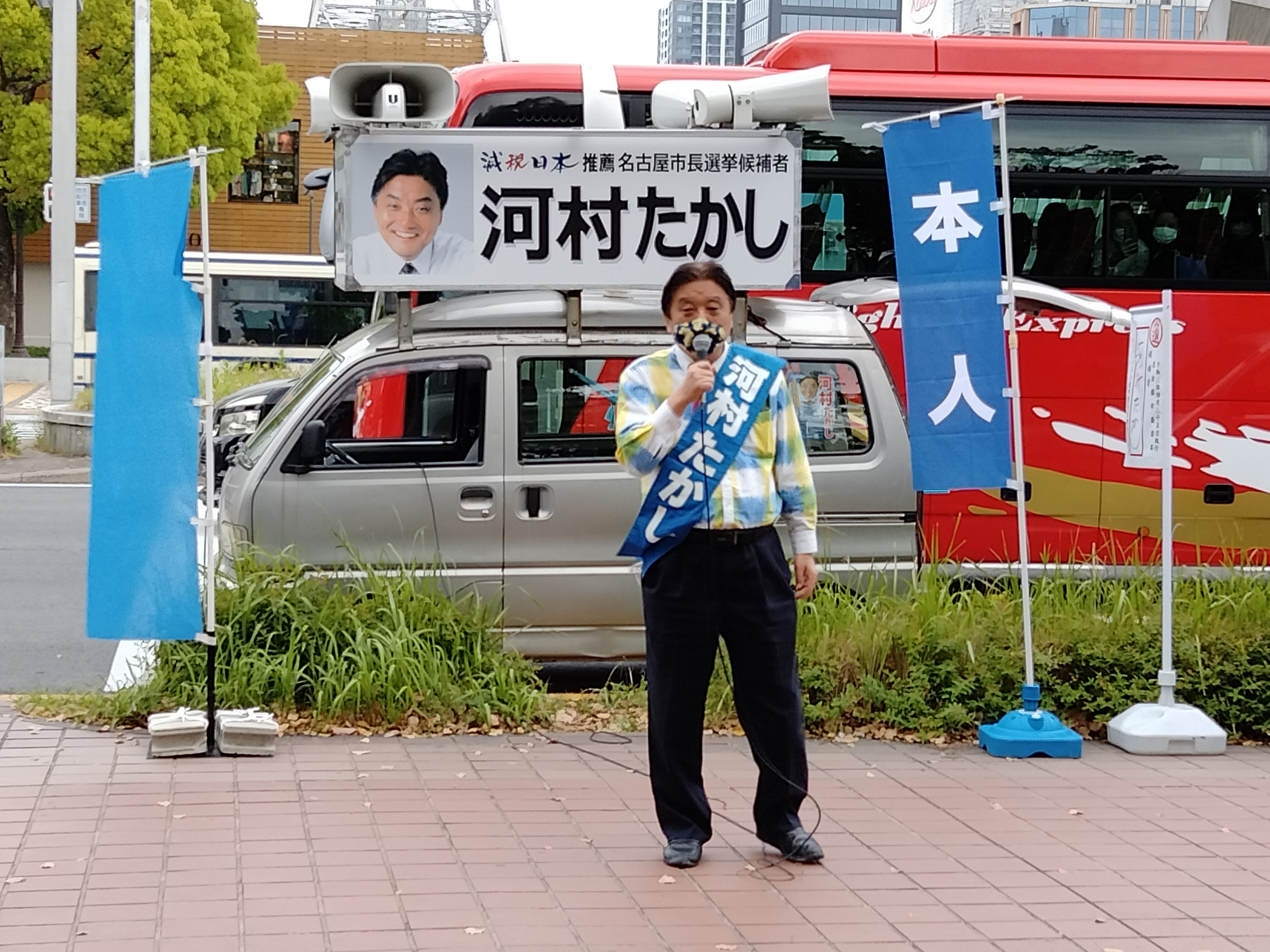
2021年4月24日、街頭演説する河村たかし（名古屋市中区錦通久屋大通交差点にて）

- 令和4年度は15市町で首長選挙が実施された。うち6市町は無投票。現職10人、新人5人が当選した。

### 令和4年度
| 選挙の種類       | 選出首長   | 新旧別 | 選挙期日 | 告示日   | 投票率 | 議会議員選挙 |
| ---------------- | ---------- | ------ | -------- | -------- | ------ | ------------ |
| 北名古屋市長選挙 | 太田考則   | 新     | 4月17日  | 4月10日  | 43.46% | 〇           |
| あま市長選挙     | 村上浩司   | 現     | 4月17日  | 4月10日  | 33.13% |              |
| 津島市長選挙     | 日比一昭   | 現     | 4月24日  | 4月17日  | 39.32% | 補欠選挙     |
| 東郷町長選挙     | 井俣憲治   | 現     | 4月24日  | 4月19日  | 47.27% |              |
| 幸田町長選挙     | 成瀬敦     | 現     | 5月15日  | 5月10日  | 42.68% | 再選挙       |
| 春日井市長選挙   | 石黒直樹   | 新     | 5月22日  | 5月15日  | 38.04% |              |
| 弥富市長選挙     | 安藤正明   | 現     | 11月20日 | 11月13日 | 46.18% |              |
| 犬山市長選挙     | 原欣伸     | 新     | 11月27日 | 11月20日 | 47.66% |              |
| 阿久比町長選挙   | 田中清高   | 新     | 11月27日 | 11月22日 | 無投票 |              |
| 南知多町長選挙   | 石黒和彦   | 現     | 12月5日  | 12月20日 | 無投票 |              |
| 一宮市長選挙     | 中野正康   | 現     | 1月15日  | 1月8日   | 27.93% |              |
| 尾張旭市長選挙   | 柴田浩     | 新     | 1月15日  | 1月8日   | 無投票 |              |
| 安城市長選挙     | 三星元人   | 新     | 2月5日   | 1月29日  | 50.55% |              |
| 小牧市長選挙     | 山下史守朗 | 現     | 2月5日   | 1月29日  | 40.62% | 補欠選挙     |

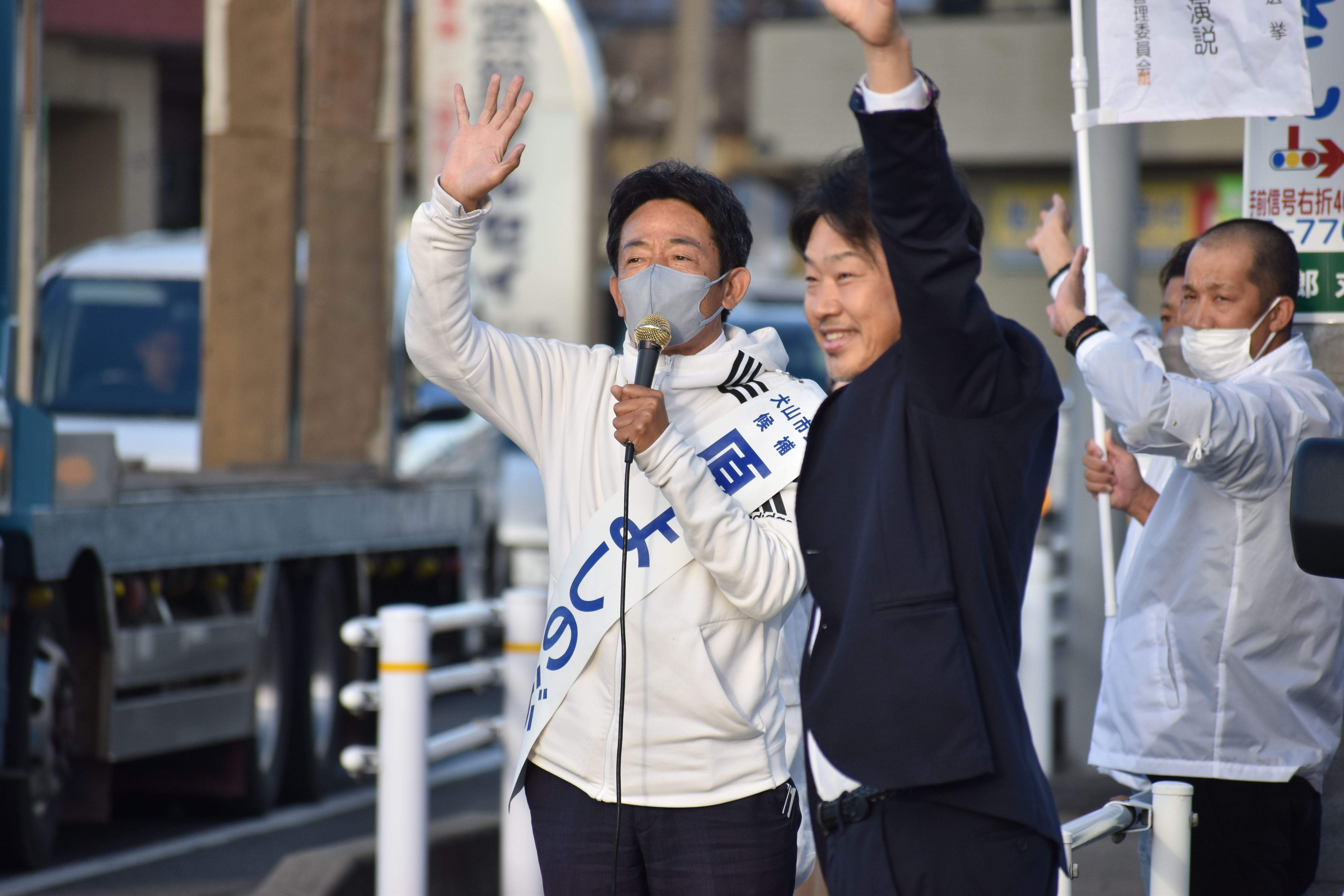
2022年11月26日、街頭演説する原欣伸（カネスエ五郎丸店にて）

- 令和4年度は14市町で首長選挙が実施された。うち3市町は無投票。現職8人、新人6人が当選した。

### 令和5年度
| 選挙の種類     | 選出首長 | 新旧別 | 選挙期日 | 告示日  | 投票率 | 議会議員選挙 |
| -------------- | -------- | ------ | -------- | ------- | ------ | ------------ |
| 瀬戸市長選挙   | 川本雅之 | 新     | 4月23日  | 4月16日 | 47.85% | 〇           |
| 常滑市長選挙   | 伊藤辰矢 | 現     | 4月23日  | 4月16日 | 無投票 | 〇           |
| 江南市長選挙   | 沢田和延 | 現     | 4月23日  | 4月16日 | 46.71% | 〇           |
| 豊明市長選挙   | 小浮正典 | 現     | 4月23日  | 4月16日 | 無投票 | 〇           |
| 日進市長選挙   | 近藤裕貴 | 現     | 4月23日  | 4月16日 | 無投票 | 〇           |
| 田原市長選挙   | 山下政良 | 現     | 4月23日  | 4月16日 | 49.68% |              |
| 美浜町長選挙   | 八谷充則 | 新     | 4月23日  | 4月16日 | 61.74% | 〇           |
| 東栄町長選挙   | 村上孝治 | 現     | 4月23日  | 4月16日 | 81.32% | 〇           |
| 豊根村長選挙   | 伊藤浩亘 | 新     | 4月23日  | 4月16日 | 無投票 | 〇           |
| 刈谷市長選挙   | 稲垣武   | 現     | 7月2日   | 6月25日 | 無投票 |              |
| 東浦町長選挙   | 日高輝夫 | 新     | 7月30日  | 7月25日 | 無投票 |              |
| 長久手市長選挙 | 佐藤有美 | 新     | 8月27日  | 8月20日 | 38.48% |              |
| 豊川市長選挙   | 竹本幸夫 | 現     | 10月1日  | 9月24日 | 29.1%  |              |
| 蒲郡市長選挙   | 鈴木寿明 | 現     | 10月8日  | 10月1日 | 34.23% |              |
| 豊田市長選挙   | 太田稔彦 | 現     | 2月4日   | 1月28日 | 46.31% |              |
| 大府市長選挙   | 岡村秀人 | 現     | 3月24日  | 3月17日 | 無投票 | 補欠選挙     |
| 飛島村長選挙   | 加藤光彦 | 現     | 3月24日  | 3月19日 | 無投票 |              |

- 令和5年度は17市町村で首長選挙が実施された。うち5市村は無投票。現職12人、新人5人が当選した。
  - また、うち9市町村の選挙は第20回統一地方選挙（後半戦）として4月23日に行われた。

### 令和6年度
| 選挙の種類     | 選出首長   | 新旧別 | 選挙期日 | 告示日   | 投票率 | 議会議員選挙 |
| -------------- | ---------- | ------ | -------- | -------- | ------ | ------------ |
| 碧南市長選挙   | 小池友妃子 | 新     | 4月21日  | 4月14日  | 57.07% | 〇           |
| 扶桑町長選挙   | 鯖瀬武     | 現     | 4月21日  | 4月16日  | 無投票 | 〇           |
| 東郷町長選挙   | 石橋直季   | 新     | 6月9日   | 6月2日   | 47.43% |              |
| 岡崎市長選挙   | 内田康宏   | 元     | 10月6日  | 9月29日  | 53.47% | 〇           |
| 豊橋市長選挙   | 長坂尚登   | 新     | 11月10日 | 11月3日  | 43.43% | 補欠選挙     |
| 豊山町長選挙   | 服部正樹   | 元     | 11月10日 | 11月5日  | 44.75% |              |
| 稲沢市長選挙   | 加藤錠司郎 | 現     | 11月17日 | 11月10日 | 34.70% |              |
| 名古屋市長選挙 | 広沢一郎   | 新     | 11月24日 | 11月10日 | 39.63% |              |
| 知立市長選挙   | 石川智子   | 新     | 11月24日 | 11月17日 | 48.36% | 補欠選挙     |
| 岩倉市長選挙   | 久保田桂朗 | 現     | 1月26日  | 1月19日  | 無投票 |              |
| 蟹江町長選挙   | 横江淳一   | 現     | 3月23日  | 3月18日  | 33.94% | 補欠選挙     |

- 令和6年度は11市町で首長選挙が実施された。うち2市町は無投票。現職4人、新人5人、元職2人が当選した。
- 東郷町、名古屋市の首長選挙については予定になかったが、井俣憲治がハラスメント問題、河村たかしが第50回衆議院議員総選挙出馬を理由にそれぞれ辞職したため行われた。

### 令和7年度
| 選挙の種類     | 選出首長 | 新旧別 | 選挙期日 | 告示日   | 投票率 | 議会議員選挙 |
| -------------- | -------- | ------ | -------- | -------- | ------ | ------------ |
| 愛西市長選挙   | 日永貴章 | 現     | 4月20日  | 4月13日  | 41.05% | 補欠選挙     |
| 東海市長選挙   | 花田勝重 | 現     | 4月20日  | 4月13日  | 無投票 |              |
| 武豊町長選挙   | 鳥羽悠史 | 新     | 4月20日  | 4月15日  | 49.97% | 補欠選挙     |
| 半田市長選挙   | 久世孝宏 | 現     | 6月1日   | 5月25日  | 38.01% |              |
| 西尾市長選挙   | 中村健   | 現     | 6月15日  | 6月8日   | 60.50% | 〇           |
| 清須市長選挙   | 永田純夫 | 現     | 7月20日  | 7月13日  | 59.25% |              |
| 大治町長選挙   | 鈴木康友 | 新     | 7月27日  | 7月22日  | 35.16% |              |
| 高浜市長選挙   | 杉浦康憲 | 新     | 8月24日  | 8月17日  | 無投票 |              |
| 知多市長選挙   |          |        | 9月28日  | 9月21日  |        |              |
| 設楽町長選挙   |          |        | 10月19日 | 10月14日 |        |              |
| 大口町長選挙   |          |        | 10月19日 | 10月14日 |        |              |
| 新城市長選挙   |          |        | 10月26日 | 10月19日 |        | 〇           |
| みよし市長選挙 |          |        | 11月16日 | 11月9日  |        |              |

令和7年度は13市町で首長選挙が実施される予定。うち1市（東海市）は無投票。現職5人、新人2人が当選した。

## 前職
衆議院議員（0名）
名古屋市長 河村たかし、岡崎市長 中根康浩らが該当したが、河村は第50回衆議院議員総選挙に出馬するために2024年10月15日付で自動失職、中根は10月6日執行の岡崎市長選挙で落選した。
秘書（6名）
- 岡崎市長 内田康宏（安倍晋太郎衆議院議員秘書）
- 小牧市長 山下史守朗（鈴木政二参議院議員秘書）
- 北名古屋市長 太田考則（水野富夫愛知県議会議員秘書）
- 犬山市長 原欣伸（石田芳弘愛知県議会議員秘書）
- みよし市長 小山祐（近藤昭一衆議院議員秘書）
- 常滑市長 伊藤辰矢（伊藤忠彦衆議院議員秘書）

国家公務員（1名）
- 一宮市長 中野正康（総務省）

地方公務員（7名）
- 豊田市長 太田稔彦（総合企画部長）
- 春日井市長 石黒直樹（企画政策部長）
- 知多市長 宮島壽男（愛知県企業庁長）
- 田原市長 山下政良（教育部長）
- 東浦町長 日高輝夫（愛知県庁職員）
- 扶桑町長 鯖瀬武（総務部長）
- 阿久比町長 田中清高（教育長）

愛知県議会議員（7名）
- 名古屋市長 広沢一郎（瑞穂区選挙区、1期）
- 岡崎市長 内田康宏（岡崎市選挙区、7期）
- 小牧市長 山下史守朗（小牧市選挙区、3期）
- 犬山市長 原欣伸（犬山市選挙区、4期）
- みよし市長 小山祐（みよし市選挙区、4期）
- 常滑市長 伊藤辰矢（常滑市選挙区、1期）
- 弥富市長 安藤正明（弥富市選挙区、2期）

合併以前の町の町長（2名）
- あま市長 村上浩司（甚目寺町長、1期）
- 北名古屋市長 太田考則（西春町長、1期）

副市町村長（14名）
- 名古屋市長 広沢一郎
- 安城市長 三星元人
- 豊川市長 竹本幸夫
- 刈谷市長 稲垣武
- 東海市長 花田勝重
- 大府市長 岡村秀人
- 豊明市長 小浮正典
- 清須市長 永田純夫
- 岩倉市長 久保田桂朗
- 幸田町長 成瀬敦
- 美浜町長 八谷充則
- 東栄町長 村上孝治
- 豊根村長 伊藤浩亘

市町村議会議員（23名）
- 西尾市長 中村健（西尾市議会議員、1期）
- 稲沢市長 加藤錠司郎（稲沢市議会議員、4期）
- 瀬戸市長 川本雅之（瀬戸市議会議員、5期）
- 半田市長 久世孝宏（半田市議会議員、4期）
- 江南市長 沢田和延（江南市議会議員、4期）
- 日進市長 近藤裕貴（日進市議会議員、3期）
- あま市長 村上浩司（甚目寺町議会議員、1期）
- 北名古屋市長 太田考則（北名古屋市議会議員、3期、西春町議会議員、2期）
- 碧南市長 小池友妃子（碧南市議会議員、2期）
- 知立市長 石川智子（知立市議会議員、2期）
- 津島市長 日比一昭（津島市議会議員、3期）
- 愛西市長 日永貴章（愛西市議会議員、2期）
- 長久手市長 佐藤有美（長久手市議会議員、4期）
- 常滑市長 伊藤辰矢（常滑市議会議員、1期）
- 新城市長 下江洋行（新城市議会議員、3期）
- 高浜市長 杉浦康憲（高浜市議会議員、3期）
- 東郷町長 石橋直季（東郷町議会議員、3期）
- 武豊町長 鳥羽悠史（武豊町議会議員、1期）
- 蟹江町長 横江淳一（蟹江町議会議員、3期）
- 大治町長 鈴木康友（大治町議会議員、2期）
- 南知多町長 石黒和彦（南知多町議会議員、1期）
- 設楽町長 土屋浩（設楽町議会議員、4期）
- 飛島村長 加藤光彦（飛島村議会議員、4期）

実業家（6名）
- 日進市長 近藤裕貴（あさくま代表取締役、名古屋青年会議所常任理事）
- あま市長 村上浩司（村上商店代表取締役）
- 蒲郡市長 鈴木寿明（新鈴木新聞舗代表取締役）
- 尾張旭市長 柴田浩（名鉄百貨店社長、名古屋鉄道副社長）
- 津島市 日比一昭（日伸設計事務所代表取締役）
- 大口町長 鈴木雅博（鈴木與七商店代表取締役、日本青年会議所副会頭）

その他（1名）
- 春日井市長 石黒直樹（中部大学客員教授）

親族に政治家がいる市町村長
- 岡崎市長 内田康宏─内田喜久（父、岡崎市長）
- 小牧市長 山下史守朗─山下慶一郎（父、愛知県議会議員）
- 瀬戸市長 川本雅之─川本明良（父、愛知県議会議員）
- 江南市長 沢田和延─沢田延明（父、江南市議会議員）
- 碧南市長 小池友妃子─杉浦和彦（父、碧南市議会議員）
- 扶桑町長 鯖瀬武─片野春男（伯父、扶桑町議会議員）─鯖瀬優（祖父、扶桑町議会議員）
- 大口町長 鈴木雅博・鈴木喜博（弟、愛知県議会議員）─鈴木博（父、大口町長）

## 出身大学
慶応義塾大学（1名）
- 名古屋市長 広沢一郎

早稲田大学（2名）
- 豊田市長 太田稔彦
- 尾張旭市長 柴田浩

日本大学（3名）
- 岡崎市長 内田康宏
- 碧南市長 小池友妃子
- 大口町長 鈴木雅博

東京大学（2名）
- 一宮市長 中野正康
- 豊橋市長 長坂尚登

青山学院大学（1名）
- 春日井市長 石黒直樹

愛知大学（5名）
- 安城市長 三星元人
- 知多市長 宮島壽男
- みよし市長 小山祐
- 扶桑町長 鯖瀬武
- 飛島村長 加藤光彦

立命館大学（3名）
- 豊川市長 竹本幸夫
- 小牧市長 山下史守朗
- 幸田町長 成瀬敦

大阪大学（1名）
- 西尾市長 中村健

名古屋市立大学（1名）
- 刈谷市長 稲垣武

中日本自動車短期大学（1名）
- 稲沢市長 加藤錠司郎

東京工芸大学（1名）
- 瀬戸市長 川本雅之

名古屋大学（2名）
- 半田市長 久世孝宏
- 東浦町長 日高輝夫

愛知工業大学（3名）
- 東海市長 花田勝重
- 愛西市長 日永貴章
- 岩倉市長 久保田桂朗

高崎経済大学（1名）
- 江南市長 沢田和延

京都大学（2名）
- 大府市長 岡村秀人
- 豊明市長 小浮正典

アカデミーパシフィックハリウッド校（1名）
- 日進市長 近藤裕貴

中部大学（2名）
- あま市長 村上浩司
- 豊山町長 服部正樹

名城大学（1名）
- 北名古屋市長 太田孝則

金沢大学（1名）
- 蒲郡市長 鈴木寿明

日本体育大学（1名）
- 犬山市長 原欣伸

愛知淑徳短期大学（1名）
- 知立市長 石川智子

南山大学（2名）
- 清須市長 永田純夫
- 長久手市長 佐藤有美

東京理科大学（1名）
- 津島市長 日比一昭

愛知学院大学（2名）
- 常滑市長 伊藤辰矢
- 弥富市長 安藤正明

同志社大学（1名）
- 新城市長 下江洋行

横浜国立大学（1名）
- 東郷町長 石橋直季

鹿児島大学（1名）
- 武豊町長 鳥羽悠史

大阪産業大学短期大学部（1名）
- 蟹江町長 横江淳一

中京大学（1名）
- 阿久比町長 田中清高

法政大学（1名）
- 美浜町長 八谷充則

中央大学（1名）
- 南知多町長 石黒和彦

信州大学（1名）
- 豊根村長 伊藤浩亘

高卒（3名）
- 田原市長 山下政良
- 大治町長 鈴木康友（同朋大学中退）
- 東栄町長 村上孝治

不詳（1名）
- 設楽町長 土屋浩